# Душинци
Душинци е село в Западна България. То се намира в община Брезник, област Перник.

## География
Село Душинци с намира в планински район, сгушено в североизточния склон на Големи връх (1481 м.), най-високият връх на Ерулската планина.

## Културни и природни забележителности

### Манастирска църква Св. Троица
Северозападно от село Душинци, сред вековна букова гора се намира местността „Манастир“. Исторически източници свидетелстват, че тук се е намирал малък православен манастир, строен и съществувал по време на Второто Българско царство между XI и XIV век. Днес от религиозния комплекс е запазена само малката еднокорабна манастирска църква „Света Троица“, по-известна като Ерулски манастир. Многократно разрушавана изцяло или частично по време на османската власт по българските земи, тя е възстановена последно през 1892 г. и осветена през 1900 г. На няколко метра пред централния вход се извисяват две вековни дървета, ясен и бук, които са засадени може би преди повече от 900 години.
Според местната легенда обаче двете дървета са израсли точно на мястото, където в първите десетилетия на владичеството турски войници са посекли най-красивото момиче на Ерул – Бука и нейния любим Ясен. Според друга легенда при предишното възстановяване на църквата през 1832 г., строителите вградили сянката на местно момиче в основите на сградата.
Дядо Методи, последният монах, обитавал църквата до смъртта си през 1958 г., многократно е разказвал, че нощем е виждал от „Престола“ (ритуален монолитен блок с древен езически произход), поставен вляво от входната врата, да излиза духа на момичето, облечено в бяло и да броди из гората.

## Редовни събития
Ежегоден събор на селата Душинци и Ерул в местността Манастир на църковния празник Св. Троица.